# Zámecký park Liblice
Zámecký park Liblice je přírodní památka v okrese Mělník. Nachází se v nadmořské výšce 179–183 m na jihozápadním okraji obce a svým rozsahem se přibližně shoduje s anglickým parkem zdejšího zámku. Chráněné území s rozlohou 33,48 ha bylo vyhlášeno 16. ledna 2012. Důvodem jeho zřízení je ochrana evropsky významné lokality Natura 2000 s výskytem bezkolencových luk na vápnitých, rašelinných nebo hlinito-jílovitých půdách a smíšených lužních lesů, ve kterých roste dub letní (Quercus robur), jilm vaz (Ulmus laevis), jilm habrolistý (Ulmus minor) nebo jasan ztepilý (Fraxinus excelsior). Na tato stanoviště jsou dále vázány výskyty chráněných druhů rostlin a živočichů. Uvnitř přírodní památky se nachází další zvláště chráněné území: přírodní rezervace Slatinná louka u Liblic.